# آرثر زاكس
آرثر زاكس (بالسويدية: Arthur Sachs)‏ هو فنان ورسام سويدي، ولد في 1953، وتوفي في 2007.